# Carta de compromís educatiu
La Carta de compromís educatiu és un document educatiu regulat per la Llei d'Educació de 2009, que situa, facilita i afavoreix la cooperació entre les accions educatives de les famílies i la del centre educatiu corresponent. És el document que expressa els objectius necessaris per assolir un entorn de convivència i respecte pel desenvolupament de les activitats educatives i els compromisos que cada família i el centre educatiu s'avenen a adquirir en relació amb els principis que la inspiren -segons queda definida en l'article 20 de la Llei d'educació de Catalunya- en el marc del projecte educatiu del centre. Aquest mateix article indica que, per mitjà de la carta de compromís educatiu, s'ha de potenciar la participació de les famílies en l'educació dels fills. Per altra banda l'article 7 del Decret 102/2010 de 3 d'agost, d'autonomia dels centres educatius assenyala que la carta de compromís educatiu ha d'expressar els compromisos que cada família i el centre s'avenen a adquirir per garantir la cooperació entre les accions educatives de les famílies i la del centre educatiu en un entorn de convivència, respecte i responsabilitat en el desenvolupament de les activitats educatives.

## Continguts
Els continguts comuns de la carta s'han de formular amb la participació de la comunitat escolar, especialment dels professionals de l'educació i de les famílies, i han de ser aprovats pel consell escolar. Cada centre educatiu ha de concretar la seva carta de compromís educatiu d'acord amb els principis, objectius, criteris i valors del projecte educatiu. El centre i la família hauran de formalitzar la carta de compromís amb els continguts comuns en el moment de la matrícula. Aquest document anirà signat pel pare, mare o tutor/a legal de l'alumne/a i per la direcció del centre educatiu públic o la persona titular del centre privat concertat o, en el seu nom, per qui disposin les normes d'organització i funcionament del centre.